# Vallfogona de Riucorb
Vallfogona de Riucorb (em catalão e oficialmente) ou Vallfogona de Riucorp (em castelhano) é um município da Espanha na comarca de Conca de Barberà, província de Tarragona, comunidade autónoma da Catalunha. Tem 10,9 km² de área e em 2021 tinha 77 habitantes (densidade: 7,1 hab./km²).
No passado chamou-se Vallfogona de Lorda, Vallfogona de Corbell e Vallfogona de Comalats.

## Demografia
| Variação demográfica do município entre 1991 e 2004 [carece de fontes?] | Variação demográfica do município entre 1991 e 2004 [carece de fontes?] | Variação demográfica do município entre 1991 e 2004 [carece de fontes?] | Variação demográfica do município entre 1991 e 2004 [carece de fontes?] |
| ----------------------------------------------------------------------- | ----------------------------------------------------------------------- | ----------------------------------------------------------------------- | ----------------------------------------------------------------------- |
| 1991                                                                    | 1996                                                                    | 2001                                                                    | 2004                                                                    |
| 102                                                                     | 130                                                                     | 154                                                                     | 164                                                                     |